# Observatorio de precios
Un observatorio de precios trata de mejorar el conocimiento de las circunstancias explicativas de la formación de los precios de los productos, típicamente de precios de productos básicos en origen y destino o en diferentes mercados, permitiendo llevar a cabo un seguimiento sistemático de los mismos.
Un observatorio de precios trata de favorecer la transparencia y racionalidad en la comercialización en mercados complejos no planificados, contribuyendo a la estabilidad de los precios de los productos, aumentando la organización y cantidad de información de las cotizaciones de los productos, y mejorando la competencia en las diferentes fases del proceso de comercialización y en los diferentes tiempos y ubicaciones, en beneficio de todos los agentes intervinientes en la cadena, en especial de los consumidores.